# Simon Conway Morris
 (novembre 2022).
 (mai 2023).
Le contenu est difficilement compréhensible vu les erreurs de traduction, qui sont peut-être dues à l'utilisation d'un logiciel de traduction automatique.
Simon Conway Morris est un paléontologue britannique, né le 6 novembre 1951 à Carshalton. Il est reconnu pour son étude précise et détaillée des fossiles des schistes de Burgess. Cette étude est à la base du concept de l'explosion du Cambrien. Les résultats de ces découvertes furent rapportés et célébrés dans le livre de Stephen Jay Gould, Wonderful Life (traduit en français sous le titre La vie est belle : les surprises de l'évolution). Le livre de Simon Conway Morris sur le même sujet, The Crucible of Creation (Le Creuset de la Création, non traduit en français) est cependant très critique de l’interprétation qu'en avait fait Gould.
Simon Conway Morris est chrétien et très connu pour ses opinions déistes sur l'évolution biologique. Il occupe la chaire de paléobiologie et évolution du Département des Sciences de la Terre de l'Université de Cambridge depuis 1995.

## Biographie

### Formation
Natif de Carshalton, Surrey,Conway Morris fut élevé à Londres (Angleterre) et poursuivit ses études de géologie à l'Université de Bristol, où il obtint son diplôme avec mention (First Class Honours). Il passa alors à Cambridge où, sous la direction de Harry Blackmore Whittington, il termina son Doctorat (PhD). Professeur de Paléobiologie, au Département des sciences de la Terre de Cambridge, il est reconnu pour ses vues personnelles sur l'évolution. En 1996, il a présenté la Conférence de Noel de la Royal Institution (créée par Michael Faraday). Le sujet était : L'Histoire est dans nos Os (The History in our Bones). Il fut élu Fellow de la Royal Society (équivalent de l'Académie des Sciences) à 39 ans, il a reçu la Walcott Medal de la National Academy of Sciences (USA) en 1987, et la Lyell Medal de la Société Géologique de Londres en 1998.

## Contributions
Sa renommée tient principalement à son étude des Schistes de Burgess (et d'autres gisements de fossiles similaires au Groenland et en Chine) liée à l'explosion Cambrienne. Ses études sur la faune typique des Schistes de Burgess et de l'évolution précoce du squelette a porté sur une grande diversité de groupes allant des Ctenophores aux premiers vertébrés. Sa réflexion sur ces fossiles l'a mené à s'intéresser au concept de convergence en évolution et à ses conséquences (c'était le sujet de sa conférence Gifford en 2007). Cette démarche est liée à son différend  avec Stephen Jay Gould sur l'importance de la contingence dans l'histoire de la vie.

### Les " Burgess Shales
La position de Conway Morris sur les Burgess Shales est exposée dans de nombreuses publications techniques et de manière plus lisible (vulgarisée) dans son ouvrage, the Crucible of Creation, Oxford University Press 1998. Plus récemment, son travail sur le phénomène de convergence évolutive l'a conduit à l'écriture de Life's Solution: Inevitable Humans in a Lonely Universe, Cambridge University Press, 2003, (La Solution de la Vie : Une Humanité inévitable dans un Univers inhabité). Aujourd'hui, il est impliqué dans un projet important dont l'objet est d'établir les ramifications de la convergence évolutive ainsi que la création d'un site web ((www.mapoflife.org) ayant pour but de fournir une introduction facile d'accès aux milliers d'exemples connus de convergence. Ce travail est financé par la fondation  John Templeton.

### Evolution, science et religion
Conway Morris est impliqué dans la vulgarisation scientifique et a produit de nombreux travaux de radio et de télévision. Un des plus fameux est la conférence de Noël de la Royal Institution qu'il a présentée en 1996. Chrétien convaincu, il milite dans de nombreux débats scientifiques et religieux, développant des arguments contre le "dessein intelligent" aussi bien que contre le matérialisme. En 2005, il donna la seconde Conférence Boyle ("Darwin's compass: How Evolution Discovers the Song of Creation"). Dans ses conférences, Conway Morris affirme que l'évolution est compatible avec l'existence d'un Dieu Créateur. 
Critique affirmé du matérialisme et du réductionnisme, un exemple de ce qu'il en pense : 
"Que les définitions satisfaisantes de la vie nous échappent constitue sans doute une raison pour renforcer notre scepticisme lorsque les matérialistes s'avancent pour dire "Çà y est" avec un claquement de doigts. Que le Ça fut celui de la description réductionniste de Richard Dawkins,  centrée sur la toute puissance du gène, ou celui de l'"Acide Universel" du Darwinisme insensé de Daniel Dennet ou bien la foi dans la sélection des groupes de David Sloan Wilson (qui explique en plus le rôle des religions), nous reconnaissons volontiers que chacun permet un éclairage mais comme explication finale de tout ce que nous voyons autour de nous serait, pour le dire poliment, un tantinet incomplète."  
Et des scientifiques militants antireligion :  
" Les scientifiques qui, avec arrogance- une de leurs faiblesse- déclarent que ceux qui croient en une Déité sont irrémédiablement fous, " fêlés" comme aurait dit mon père bien-aimé, bien que je dusse ajouter que j'ai toutes les raisons de penser qu'il était- et maintenant espère qu'il est- du bon côté des anges (un homme foncièrement bon).  
En mars  2009, il fit l'introduction et présida l'une des sessions de la Conférence "Évolution biologique : Faits et Théorie" qui se tint dans l'Université Grégorienne Pontificale, à Rome (financée par l'Église catholique). Conway Morris a produit des articles sur l'évolution et la foi chrétienne dans plusieurs collections dont The Cambridge Companion to Science and religion (2010) et la "Blackwell Companion to Science and Christianity" (2012).